# Листи гетьмана Івана Мазепи до Мотрони Кочубеївни
25 липня 1687 року гетьманом України став Іван Мазепа — досить суперечлива особистість в українській історії. Вороги його вважали хитрим політиком і зрадником. Прихильники стверджували, що він прагнув порятунку та процвітання для рідної землі. Скільки людей, стільки і думок. Однак, що би про нього не говорили, мусимо визнати, що для України він зробив чимало.

Особисте життя Івана Мазепи завжди цікавило істориків. Одним з найперших склав життєпис Івана Мазепи Д. Бантиш-Каменський, його дослідження поглибив М. І. Костомаров. Кінець ХХ — початок ХХІ ст. відзначився появою значної кількості наукових студій присвячених життю та діяльності гетьмана Івана Мазепи.

Іван Мазепа був не лише гетьманом та провідником українського народу, ще й звичайним чоловіком. Хоча, можливо, і не таким звичайним. Вважається, що він був палким коханцем. Як виявилося, у Мазепи було досить багато недоброзичливців. Вони і розповсюджували про нього усілякі побрехеньки.

А втім, гетьмана запам'ятали не тільки як ловеласа, але як хорошого сім'янина. У шлюбі з вдовою Ганною, у якої було 2 дітей, Мазепа прожив 35 років — до самої її смерті. І навіть після цього не перестав турбуватися про своїх пасинків.

Особисте життя Івана Мазепи тісно пов'язане з постаттю Василя Кочубея, який був його кумом. Гетьман у 60-річному віці «по вуха» закохався у свою похресницю. Мазепа волів із нею оженитись у 1704 році. Старий Кочубей і чути про це не хотів. Не кажучи про різницю віку, православна церква забороняла шлюби між хресним батьком і похресницею.
До сьогодні збереглися сповнені ніжності та любові листи Івана Мазепи до Мотрони Кочубеївни. Хочемо звернути увагу на найцікавіші листи:
- Моє серденько, мій квіте рожаний! Сердечно від того болію, що недалеко від мене їдеш, а я не можу очиць твоїх і личка біленького видіти, через сей листочок кланяюся, всі членики цілую люб'язно.
- Зажурився я, почувши од дівки таке слово, що Ваша милість зазле на мене маєш, бо Вашу милість при собі не затримав, але відіслав додому; уваж сама, що б з того виросло.

Перша [причина]: щоб твої родичі по всім світі розголосили, що взяв у нас дочку уночі гвалтом і держить у себе замість підложниці.
Друга причина: що, тримавши Вашу милість у себе, я б не міг жадною мірою витримати, та й Ваша милість так само; мусіли б ми із собою жити так, як подружжя каже, а потім прийшло б неблагословення від церкви і прокляття, щоб нам з собою не жити. Де б я на той час подівся, і мені через те Вашу милість жаль, щоб на-потім на мене не плакала.
- Моє сердечне кохання! Прошу і вельми прошу, зволь зі мною побачитися для усної розмови; коли мене любиш, не забувай же, коли не любиш, не споминай же; згадай свої слова, що любить обіцяла, на що мені і рученьку біленькую дала. І повторно і постократно прошу, признач хоч на одну хвилину, коли маємо з собою бачитися для спільного добра нашого, на яке сама ж перед цим зволила була, а поки те буде, пришли намисто з шиї своєї, прошу.
- Моє серденько! Уже ти мене ізсушила красним своїм личком і своїми обітницями. Посилаю тепер до Вашої милості Мелашку, щоб про все розмовилася, а Ваша милість не стережись її ні в чому, бо вірна є Вашій милості і мені у всьому.

Прошу і вельми, за ніжки Вашу милість, моє серденько, обійнявши, прошу не відкладай своєї обітниці.
- Моє серце коханеє! Сама знаєш, як я сердечно, шалено люблю Вашу милість; ще нікого на світі не любив так; моє б то щастя і радість, щоб нехай їхала та жила у мене, тільки ж я уважав, який кінець цього може бути, а особливо при такій злості та заїлості твоїх родичів; прошу, моя любенько, не міняйся ні в чому, оскільки неоднократ слово своє і рученьку дала, а я взаємно, коли живий буду, тебе не забуду.
- Моє серденько! Не маючи відомості про поводження Вашої милості: чи вже перестали Вашу милість мучити і катувати, тепер отже, від'їжджаючи на тиждень на певні місця, посилаю Вашій милості від'їздне через Карла, яке прошу удячно прийняти, а мене в невідмінній любові своїй ховати.
- Моє серденько! Тяжко болію від того, що сам не можу з Вашою милістю просторо поговорити, щоб на відраду вчинити Вашій милості в теперішнім смутку; чого Ваша милість од мене потребуєш, скажи все сій дівці; нарешті, коли вони, прокляті твої, тебе цураються, іди в монастир, а я знатиму, що на той час з Вашою милістю чинити, що потрібно, і повторно я пишу, ознайми мене, Ваша милість[8].

Із 12 любовних послань до Мотрі, які перебували у слідчій справі, лише двічі має місце звернення до коханої на ім'я. Тобто, вони не передають жодних особистісних рис ані автора, ані адресата. У кількох із них трактуються дії гетьмана та Мотрі, які, судячи за матеріалами доносу, мали місце.
Листи чи записки, адресовані Мотрі, можна розглядати як пам'ятки любовного епістолярного жанру, аналогів яким немає у відповідній спадщині XVIII ст., що збереглася й відома на сьогодні, тобто типологічно їх порівняти ні з чим. Обставини оприлюднення, зміст і структура, а також майже повна відсутність власне приватного листування гетьмана Івана Мазепи можуть викликати деякий сумнів в їх автентичності. У деяких з них ідеться про конкретні події, інші ж є певним кліше, в якому використано образи, властиві українській і, до певної міри, польській народній пісенній творчості.